# ميتنفالدة
ميتنوالدة (مارك) (بالألمانية: Mittenwalde) هي مدينة و بلدة ألمانية تقع في ألمانيا في Dahme-Spreewald. يقدر عدد سكانها بـ 8,684 نسمة .